# Strâmtoarea Bering
Strâmtoarea Bering (rusă Берингов пролив) este situată între Capul Dejnev, Rusia (punct situat la extremitatea estică, 169°43' E, a Asiei) și Capul Prince of Wales, Alaska (punct situat la extremitatea vestică, 168°05' V, a continentului american), aproximativ la latitudinea de 65° 40' N (la sud de Cercul Polar).

## Geografie
Strâmtoarea are o lățime de 83 km (cu mențiunea că la jumătatea distanței se află un grup de două insule, numite Insulele Diomede) și o adâncime cuprinsă între 30 m și 50 m. Ea face legătura între Marea Chukchi (Oceanul Arctic), în nord, și Marea Bering (Oceanul Pacific), în sud. Cu toate că, în 1648, cazacul Semyon Dezhnev a trecut pentru prima dată strâmtoarea, aceasta poartă numele lui Vitus Bering, un danez născut în Rusia, care a trecut prin strâmtoare mult mai târziu, în anul 1728.